# Сумрак богова (књига)
Сумрак богова (на енглеском, Memories of the Future: Unsolved Mysteries of the Past) је књига коју је 1968. написао Ерих фон Деникен, а са изворног немачког превео Мајкл Херон. Књига истражује и представља хипотезу да су технологије и религије многих древних цивилизација биле дате од стране древних астронауата које су људи дочекали као богови.
Различити издавачи су одбили први нацрт публикације. Књигу је опсежно преправио њен уредник Вилхелм Рогерсдорф (псеудоним немачког сценаристе Вилхелма „Уц“ Утермана).

## Резиме
Главна теза Сумрака богова је да су ванземаљска бића утицала на древну технологију. Фон Деникен сугерише да се чини да неке древне структуре и артефакти одражавају софистицираније технолошко знање него што је познато или се претпоставља да су постојали у време када су произведени. Фон Деникен тврди да су ове артефакте произвели или ванземаљски посетиоци или људи који су научили неопходно знање од ванземаљаца. Многе од тих теорија су сада одбачене.
Такви артефакти укључују египатске пирамиде, Стоунхенџ и Моаи са Ускршњег острва. Додатни примери укључују рану мапу света познату као Пири Реис мапа, за коју фон Деникен описује Земљу онако како се види из свемира, и линије Наске у Перуу, за које сугерише да су их људи могли да конструишу као грубе реплике претходних ванземаљских структура, као начин да се ванземаљци позову назад на Земљу. Он користи исто објашњење да тврди да су колотечине на Малти можда имале ванземаљске сврхе заједно са сличним линијама у Аустралији, Саудијској Арабији и Аралском мору.
Књига такође сугерише да се древна уметничка дела широм света могу тумачити као приказ астронаута, ваздушних и свемирских возила, ванземаљаца и сложене технологије. Фон Деникен описује елементе за које верује да су слични у уметности неповезаних култура. Међу уметничким делима које описује су древне јапанске Догу фигурице (за које верује да подсећају на астронауте у свемирским оделима) и 3.000 година старе резбарије у египатском храму Новог краљевства које изгледа као да приказују машине налик хеликоптеру.
Књига даље сугерише да су порекло многих религија, укључујући тумачења Старог завета Библије, реакције на контакт са ванземаљском расом. Према фон Деникену, људи су технологију ванземаљаца сматрали натприродним, а саме ванземаљце боговима. Фон Деникен поставља питање да ли усмене и буквалне традиције већине религија садрже референце на посетиоце са звезда и возила која путују кроз ваздух и свемир. Ове, како тврди, треба тумачити као буквалне описе који су се током времена мењали и постајали све нејаснији.
Примери укључују Језекиљеву визију анђела и точкова, коју Фон Деникен тумачи као опис свемирске летелице; Ковчег завета, који се објашњава као уређај намењен за комуникацију са ванземаљском расом; и уништење Содоме ватром и сумпором, што се тумачи као нуклеарна експлозија. Фон Деникен покушава да повуче аналогију са „карго култовима“ који су настали током и после Другог светског рата, када су некада изолована племена у јужном Пацифику погрешно схватила напредне америчке и јапанске војнике за богове.
Фон Деникен такође троши око једну трећину књиге на разматрање могућности да би људи теоретски могли да понуде примитивним цивилизацијама напредну технологију међузвезданих светова до 2100. године. Ово би, према његовом мишљењу, опонашало древни ванземаљски контакт за који фон Деникен верује да се догодио на Земљи.

## Пријем

### Одбацивање од стране академика
Фон Деникенова књига, и велики део његових наредних публикација наишли су на углавном негативне пријеме од стране академског мејнстрима упркос томе што су били популарни бестселери. Многи научници и историчари су одбацили његове идеје, тврдећи да су закључци књиге засновани на погрешним, псеудонаучним доказима, од којих се касније показало да су неки лажни или измишљени, и под нелогичним претпоставкама.
Међународна бестселер књига Клифорда Вилсона, Crash Go the Chariots, објављена је 1972. Књига Роналда Сторија из 1976. која побија фон Деникенове идеје носила је наслов The Space Gods Revealed, скоро страницу по страницу. Још једна негативна критика фон Деникенове књиге стигла је од археолога Кенета Федера у његовој књизи Преваре, митови и мистерије објављене 2018. Позивајући се на фон Даникенову подршку хипотези о древним астронаутима, Федер објашњава како се његови докази користе и представљају на погрешан начин како би уверили читаоца да је ванземаљски живот био укључен у развој древних цивилизација.

### Контроверзе око плагирања
Убрзо након објављивања књиге, фон Деникен је оптужен за крађу идеја француског писца Роберта Шаруа.
У чланку из 2004. у часопису Скептик се наводи да је фон Деникен плагирао многе концепте књиге из The Morning of the Magicians, да је ова књига претходно била под великим утицајем Ктулу митова и да језгро теорије древних астронаута потиче из прича  Лавкрафта Зов Ктулуа и У планинама лудила.

### Дискредитовани артефакти
Један артефакт који је понуђен као доказ у књизи одбацио је и сам фон Деникен. У књизи се тврди да је гвоздени стуб у Индији наводно без рђе био доказ ванземаљског утицаја, али фон Деникен је у Плејбој интервјуу признао да је стуб направио човек и да што се тиче предмета као аргумента за његове теорије „можемо заборавити на ову гвоздену ствар." Међутим, ни овај ни било који други дискредитовани доказ није уклоњен из наредних издања Сумрак богова.

### Популарни одговор
Сумрак богова био је на листи бестселера Њујорј Тајмса и помогао је у покретању фон Деникенове каријере као јавног говорника. Фон Деникен је продао 70 милиона примерака својих књига од јануара 2017.

## Адаптације
Књига је адаптирана као немачки документарни филм, Кочије богова, у продукцији Терра-Филмкунст. Филм је објављен 1970. године у Западној Немачкој и први пут се појавио у Сједињеним Државама следеће године. Номинован је за Оскара за најбољи документарни играни филм на 43. додели Оскара 1971.
Године 1972. монтирана верзија филма појавила се као ТВ документарац под називом У потрази за древним астронаутима на НБЦ- у и продуцирала га је Alan Landsburg Productions. Документарац је приповедао Род Серлинг. Следеће године емитован је наставак под називом У потрази за древним мистеријама, у којој је Стерлинг поново био наратов. На основу та два пилот филма премијерно је приказана документарна серија In Search Of... коју је водио Лонард Нимој (Серлинг је умро 1975. године).
Другачији ТВ документарац, Horizon Special: The Case of the Ancient Astronauts објављен је 1977. и испитује фон Деникенове тврдње.
Године 1993. фон Деникен је продуцирао серију од 25 делова под називом Auf den Spuren der All-Mächtigen (Путеви богова) за немачку телевизијску станицу Сат.1 . Године 1996., једносатни телевизијски специјал под називом, Chariots Of The Gods – The Mysteries Continue, емитован је на АБЦ-у, а продуцирао га је АБЦ/Кеј. АБЦ/Кејн је произвео још један телевизијски специјал са фон Деникеном следеће године под називом Мистериозни свет – Потрага за древном технологијом. Емитовала се на каналу Дискавери у Сједињеним Државама и на РТЛ-у у Немачкој.
Глобална медијска права на књигу је од тада купила компанија Media Invest Entertainment која развија франшизу „забаве од 360 степени“ под називом Chariots of the Gods. Данас се документарни филмови који подржавају митологију ванземаљаца могу наћи на већини платформи за стриминг и има их у изобиљу на Јутјубу.

## Наслеђе
Сумрак богова изнедрио је више наставака, укључујући Богове из свемира и Богови су били астронаути. Наводи се да је теорија из оригиналне књиге утицала на низ научнофантастичних књига, филмова и телевизијских серија. На пример, сматра се инспирацијом за телевизијску серију Хистори ТВ канала, Древни ванземаљци.
Концепт древних ванземаљаца коришћен је као елемент заплета у телевизијским емисијама и филмовима као што су Звездане стазе (које су се заправо бавиле овим питањем пре него што је објављена књига фон Деникена), Звездана капија, Ствар, Досије Икс, франшиза о ванземаљцима (најчешће, Прометеј), Индијана Џонс и Краљевство Кристалне лобање  и други.